# Constantia Arnolda Balwé

Stilleven met azalea op tinnen schaal

Constantia Arnolda Balwé (* 14. August 1863 in Amsterdam; † 1. September 1954 in Blaricum) war eine niederländische Malerin.

## Leben
Constantia Arnolda Balwé wurde am 14. August 1863 in Amsterdam als Tochter von Arnold Martinus Balwé, Schiffsmakler in Amsterdam, und Petronella Constantia Antonia Catharina van Steenbergen geboren. Ihre Ausbildung machte sie an der „School voor Kunstnijverheid“ in Haarlem. Sie lebte und arbeitete zunächst in Amsterdam, zog 1901 nach Nunspeet und lebte ab 1902 in Laren, wo sie Schülerin von Nicolaas Bastert und Ferdinand Oldewelt war. Ab 1915 lebte sie bis zu ihrem Tod in Blaricum. Zu ihrem Werk gehörten Landschaften und später Blumenstillleben, die sich durch kraftvolle Farben auszeichneten. Sie war eine der ersten Frauen, die auf der Grundlage ihrer Ölgemälde und Gouachen auch Lithografien anfertigten. Balwé war Mitglied der Vereeniging van Beeldende Kunstenaars Laren-Blaricum, der Künstlergruppe Arti et Amicitiae und der Kunstenaarsvereniging Sint Lucas. Sie signierte ihre Werke mit Stans.